# Luis Romeu
Luis Romeu y Corominas (en catalán: Lluís Romeu i Corominas; Vich, 21 de junio de 1874-Vich, 23 de septiembre de 1937) fue un sacerdote católico, organista, compositor y maestro de capilla español.

## Biografía
Luis Romeu cursó la carrera eclesiástica y la musical a un tiempo. Ingresó en el seminario de su ciudad natal y se formó musicalmente en la Escuela Municipal de Música de Vich, donde estudió solfeo, piano, armonía y composición. Después de ordenarse sacerdote en 1898 perfeccionó sus estudios musicales en Barcelona donde ocupó el cargo de organista de la iglesia de Bonanova. Entre sus profesores se encontraron Luis Gonzaga Jordá, Felipe Pedrell o José Ribera. Ganó por oposición la plaza de maestro de capilla de la Catedral de Vich en 1901, puesto en el que permaneció hasta 1920, cuando pasó a desempeñar, en la misma catedral, el de organista, debido a su delicada salud.
Como compositor dejó más de trescientas obras y fue uno de los más interpretados en su época, destacando las composiciones que impulsaron la renovación de la música religiosa con la vinculación del gregoriano y la música popular catalana. Como musicólogo destaca su ensayo sobre las melodías eclesiásticas y el canto popular y los Goigs del Roser que fue publicado en Materials. Obra del Cançoner Popular de Catalunya (Barcelona:  Fundació Concepció Rabells i Cibils, 1928).